# Havet omkring Nordre Rønner
Havet omkring Nordre Rønner este o arie protejată (arie specială de conservare — SAC, sit de importanță comunitară — SCI) din Danemarca întinsă pe o suprafață de 18.535 ha, integral marine.

## Localizare
Centrul sitului Havet omkring Nordre Rønner este situat la coordonatele 0°N 0°E / 0°N 0°E.

## Înființare
Situl Havet omkring Nordre Rønner a fost declarat sit de importanță comunitară în mai 1998 pentru a proteja 3 specii de animale. Situl a fost protejat și ca arie specială de conservare în decembrie 2011.

## Biodiversitate
Situată în ecoregiunile continentală și marină Atlantică, aria protejată conține 11 habitate naturale: Bancuri de nisip acoperite în permanență slab de apă marină, Terase mlăștinoase și terase nisipoase neacoperite de apă la reflux, Recifuri, Structuri submarine provocate de scurgeri de gaze, Vegetație anuală la limita mareei, Vegetație perenă pe țărmurile stâncoase, Salicornia și alte specii anuale care populează regiunile mlăștinoase și nisipoase, Pășuni atlantice udate de apa mării (Glauco-Puccinellietalia maritimae), Dune mobile cu vegetație embrionară, Dune mobile de-a lungul țărmului cu Ammophila arenaria („dune albe”), Dune de coastă fixe cu vegetație erbacee („dune gri”).
La baza desemnării sitului se află mai multe specii protejate de  mamifere (3): Halichoerus grypus, focă obișnuită (Phoca vitulina), marsuin (Phocoena phocoena).